# Епархия Кадиса и Сеуты
Епархия Кадиса и Сеуты (лат. Dioecesis Gadicensis o Gaditanus et Septensis) — епархия Римско-католической церкви с центром в городе Кадис, Испания. Епархия Кадиса и Сеуты входит в митрополию Севильи.

## История
5 февраля 1241 года была образована епархия Кадиса.
4 апреля 1417 года была образована епархия Сеуты.
5 сентября 1851 года епархии Кадиса и Сеуты были объединены в одну епархию с современным названием.
В кафедральном соборе Святого Креста в Кадисе находится кафедра, в соборе Вознесения Девы Марии — сокафедра.

## Ординарии епархии
- епископ Domingo de Silos Santiago Apollinario Moreno (21.03.1825 — † 9.03.1853)
- епископ Juan José Arbolí y Acaso (22.12.1853 — † 1.02.1863)
- епископ Félix María Arrieta y Llano (1.10.1863 — 17.02.1879)
- епископ Jaime Catalá y Albosa (28.02.1879 — 9.08.1883), назначен епископом Барселоны
- епископ Vicente Calvo y Valero (27.03.1884 — † 27.06.1898)
- епископ José María Rancés y Villanueva (28.11.1898 — † 14.06.1917)
- епископ Marcial López y Criado (18.05.1918 — † 15.02.1932)
- патриарх Ramón Pérez y Rodríguez (12.04.1933 — † 28.01.1937), титулярный Патриарх Западной Индии
  - Sede Vacante (1937—1943)
- епископ Tomás Gutiérrez Diez (10.06.1943 — † 2.04.1964)
- епископ Antonio Añoveros Ataún (2.04.1964 — 3.12.1971), назначен епископом Бильбао
- епископ Antonio Dorado Soto (1.09.1973 — 26.03.1993), назначен епископом Малаги
- епископ Antonio Ceballos Atienza (10.12.1993 — 30.08.2011)
- епископ Rafael Zornoza Boy (с 30.08.2011)